# Лізилоксидаза
LOX (англ. Lysyl oxidase) – білок, який кодується однойменним геном, розташованим у людей на короткому плечі 5-ї хромосоми.  Довжина поліпептидного ланцюга білка становить 417 амінокислот, а молекулярна маса — 46 944.
| 10         |  | 20         |  | 30         |  | 40         |  | 50         |
| ---------- |  | ---------- |  | ---------- |  | ---------- |  | ---------- |
| MRFAWTVLLL |  | GPLQLCALVH |  | CAPPAAGQQQ |  | PPREPPAAPG |  | AWRQQIQWEN |
| NGQVFSLLSL |  | GSQYQPQRRR |  | DPGAAVPGAA |  | NASAQQPRTP |  | ILLIRDNRTA |
| AARTRTAGSS |  | GVTAGRPRPT |  | ARHWFQAGYS |  | TSRAREAGAS |  | RAENQTAPGE |
| VPALSNLRPP |  | SRVDGMVGDD |  | PYNPYKYSDD |  | NPYYNYYDTY |  | ERPRPGGRYR |
| PGYGTGYFQY |  | GLPDLVADPY |  | YIQASTYVQK |  | MSMYNLRCAA |  | EENCLASTAY |
| RADVRDYDHR |  | VLLRFPQRVK |  | NQGTSDFLPS |  | RPRYSWEWHS |  | CHQHYHSMDE |
| FSHYDLLDAN |  | TQRRVAEGHK |  | ASFCLEDTSC |  | DYGYHRRFAC |  | TAHTQGLSPG |
| CYDTYGADID |  | CQWIDITDVK |  | PGNYILKVSV |  | NPSYLVPESD |  | YTNNVVRCDI |
| RYTGHHAYAS |  | GCTISPY    |  |            |  |            |  |            |

A: Аланін

C: Цистеїн

D: Аспарагінова кислота

E: Глутамінова кислота

F: Фенілаланін

G: Гліцин

H: Гістидин

I: Ізолейцин

K: Лізин

L: Лейцин

M: Метіонін

N: Аспарагін

P: Пролін

Q: Глутамін

R: Аргінін

S: Серин

T: Треонін

V: Валін

W: Триптофан

Кодований геном білок за функцією належить до оксидоредуктаз. 
Задіяний у такому біологічному процесі як поліморфізм. 
Білок має сайт для зв'язування з іоном міді, іонами металів. 
Секретований назовні.